# Провеце (Бреша)
Провеце је насеље у Италији у округу Бреша, региону Ломбардија.
Према процени из 2011. у насељу је живело 1165 становника. Насеље се налази на надморској висини од 257 м.